# Campeonato Uruguayo de Primera División "B" 1952
El Campeonato Uruguayo de Segunda División 1952 fue la décima primera edición del torneo de segunda categoría profesional del fútbol de Uruguay.

## Posiciones
| Puesto | Equipo      | Pts. | PJ | PG | PE | PP | GF | GC | Dif. |
| ------ | ----------- | ---- | -- | -- | -- | -- | -- | -- | ---- |
| 1º     | Wanderers   | 22   | 14 | 9  | 4  | 1  | 26 | 12 | +14  |
| 2º     | Bella Vista | 19   | 14 | 8  | 3  | 3  | 24 | 18 | +6   |
| 3º     | Progreso    | 18   | 14 | 5  | 8  | 1  | 23 | 19 | +4   |
| 4º     | Fénix       | 13   | 14 | 5  | 3  | 6  | 26 | 15 | +11  |
| 5º     | Miramar     | 13   | 14 | 6  | 1  | 7  | 28 | 20 | +8   |
| 6º     | Racing      | 12   | 14 | 3  | 6  | 5  | 18 | 20 | -2   |
| 7º     | Cerrito     | 12   | 14 | 4  | 4  | 6  | 10 | 13 | -3   |
| 8º     | Artigas     | 3    | 14 | 1  | 1  | 12 | 12 | 50 | -38  |

## Resultados
| Wanderers   | 1-1 | Progreso |
| Bella Vista | 4-0 | Artigas  |
| Miramar     | 1-0 | Cerrito  |
| Fénix       | 1-1 | Racing   |

| Wanderers   | 4-3 | Fénix    |
| Bella Vista | 1-0 | Cerrito  |
| Artigas     | 4-2 | Progreso |
| Racing      | 1-0 | Miramar  |

| Progreso  | 4-2 | Bella Vista |
| Wanderers | 5-0 | Artigas     |
| Miramar   | 2-0 | Fénix       |
| Cerrito   | 2-0 | Racing      |

| Racing      | 5-1 | Artigas   |
| Progreso    | 2-1 | Miramar   |
| Bella Vista | 2-1 | Wanderers |
| Fénix       | 4-0 | Cerrito   |

| Racing   | 1-1 | Wanderers   |
| Miramar  | 3-0 | Bella Vista |
| Fénix    | 4-0 | Artigas     |
| Progreso | 1-1 | Cerrito     |

| Wanderers   | 1-0 | Miramar  |
| Bella Vista | 2-0 | Racing   |
| Fénix       | 1-1 | Progreso |
| Cerrito     | 3-1 | Artigas  |

| Wanderers   | 1-0 | Cerrito  |
| Bella Vista | 2-1 | Fénix    |
| Racing      | 0-0 | Progreso |
| Artigas     | 0-2 | Miramar  |

| Progreso | 1-1 | Wanderers   |
| Artigas  | 1-2 | Bella Vista |
| Cerrito  | 1-0 | Miramar     |
| Racing   | 1-0 | Fénix       |

| Fénix    | 1-2 | Wanderers   |
| Cerrito  | 1-1 | Bella Vista |
| Progreso | 1-0 | Artigas     |
| Miramar  | 4-2 | Racing      |

| Bella Vista | 2-2 | Progreso  |
| Artigas     | 0-3 | Wanderers |
| Fénix       | 3-0 | Miramar   |
| Racing      | 0-0 | Cerrito   |

| Artigas   | 2-2 | Racing      |
| Miramar   | 3-3 | Progreso    |
| Wanderers | 2-1 | Bella Vista |
| Cerrito   | 0-2 | Fénix       |

| Wanderers   | 2-1 | Racing   |
| Bella Vista | 2-1 | Miramar  |
| Artigas     | 0-5 | Fénix    |
| Cerrito     | 0-1 | Progreso |

| Miramar  | 1-2 | Wanderers   |
| Racing   | 2-2 | Bella Vista |
| Progreso | 1-1 | Fénix       |
| Artigas  | 0-2 | Cerrito     |

| Cerrito  | 0-0  | Wanderers   |
| Fénix    | 0-1  | Bella Vista |
| Progreso | 3-2  | Racing      |
| Miramar  | 10-3 | Artigas     |